# Eta Circini
Eta Circini (η Circini, förkortat, Eta Cir, η Cir), som är stjärnans Bayer-beteckning, är en ensam stjärna med en skenbar magnitud på 5,17 i Cirkelpassarens stjärnbild och är synlig för blotta ögat där ljusföroreningar ej förekommer. Baserat på parallaxmätning inom Hipparcosuppdraget på ca 11,8 mas, beräknas den befinna sig på ett avstånd på ca 276 ljusår (ca 85 parsek) från solen.

## Egenskaper
Eta Circini är en orange till gul jättestjärna av spektralklass G8 III. Den har en radie som är ca 10 gånger större än solens och utsänder från dess fotosfär ca 64 gånger mera energi än solen vid en effektiv temperatur av ca 4 950 K.